# Decatur (Texas)
Decatur ist die Bezirkshauptstadt und Sitz der Countyverwaltung (County Seat) des Wise County im US-Bundesstaat Texas in den Vereinigten Staaten. Das U.S. Census Bureau hat bei der Volkszählung 2020 eine Einwohnerzahl von 6.538 ermittelt.

## Geographie
Die Stadt liegt etwa 65 Kilometer nordwestlich von Fort Worth, etwas östlich des Zentrums des Countys, im Nordosten von Texas, ist im Norden etwa 65 Kilometer von Oklahoma entfernt und hat eine Gesamtfläche von 18 km².

## Geschichte
Der Ort wurde 1856 unter dem Namen Taylorsville gegründet, benannt nach Zachary Taylor, einem General und 12. Präsident der Vereinigten Staaten von Amerika. 1858 wurde der Ort umbenannt in Decatur, zu Ehren von Stephen Decatur, einem Commodore und Helden der Marine. 1857 wurde das erste Postbüro sowie die erste Schule eingerichtet und 1860 das erste Gerichtsgebäude erstellt. 1862, während des Sezessionskrieges wurden fünf Einwohner, Mitglieder der Unionist Peace Party, wegen ihrer Mitgliedschaft in dieser Partei in Gainesville zum Tode verurteilt und erhängt.

## Demographie
Nach der Volkszählung im Jahr 2000 lebten hier 5201 Menschen in 1845 Haushalten und 1319 Familien. Die Bevölkerungsdichte betrug 288,5 Einwohner pro km². Ethnisch betrachtet setzte sich die Bevölkerung zusammen aus 81,64 % weißer Bevölkerung, 1,98 % Afroamerikanern, 0,58 % amerikanischen Ureinwohnern, 0,73 % Asiaten, 0,00 % Bewohnern aus dem pazifischen Inselraum und 12,44 % aus anderen ethnischen Gruppen. Etwa 2,63 % waren gemischter Abstammung und 22,53 % der Bevölkerung waren spanischer oder lateinamerikanischer Abstammung.
Von den 1845 Haushalten hatten 37,6 % Kinder unter 18 Jahre, die im Haushalt lebten. 56,1 % davon waren verheiratete, zusammenlebende Paare. 11,7 % waren allein erziehende Mütter und 28,5 % waren keine Familien. 24,9 % aller Haushalte waren Singlehaushalte und in 12,1 % lebten Menschen, die 65 Jahre oder älter waren. Die Durchschnittshaushaltsgröße betrug 2,67 und die durchschnittliche Größe einer Familie belief sich auf 3,19 Personen.
27,2 % der Bevölkerung waren unter 18 Jahre alt, 10,5 % von 18 bis 24, 28,1 % von 25 bis 44, 18,7 % von 45 bis 64, und 15,5 % die 65 Jahre oder älter waren. Das Durchschnittsalter war 34 Jahre. Auf 100 weibliche Personen aller Altersgruppen kamen 93,3 männliche Personen. Auf 100 Frauen im Alter von 18 Jahren und darüber kamen 86,7 Männer.

Das jährliche Durchschnittseinkommen eines Haushalts betrug 34.449 USD, das Durchschnittseinkommen einer Familie 40.580 USD. Männer hatten ein Durchschnittseinkommen von 30.512 USD gegenüber den Frauen mit 21.213 USD. Das Prokopfeinkommen betrug 15.402 USD. 12,0 % der Bevölkerung und 10,1 % der Familien lebten unterhalb der Armutsgrenze. Davon waren 12,0 % Kinder und Jugendliche unter 18 Jahren und 21,1 % waren 65 oder älter.